# Middleton (Essex)
Middleton – wieś w Anglii, w hrabstwie Essex. Leży 37 km na północny wschód od miasta Chelmsford i 83 km na północny wschód od Londynu. W 2001 miejscowość liczyła 128 mieszkańców. W miejscowości znajduje się kościół zwany Church of All Saints.